# Quận Harding, New Mexico
Quận Harding là một quận thuộc tiểu bang New Mexico, Hoa Kỳ. Quận này có diện tích km², dân số theo điều tra năm  2000 của Cục điều tra dân số Hoa Kỳ là người 2. Quận lỵ đóng tại thành phố , New Mexico6.

## Địa lý
Theo Cục điều tra dân số Hoa Kỳ, quận có diện tích km2, trong đó có km2 là diện tích mặt nước.

### Quận giáp ranh
- Quận Union, New Mexico - bắc, đông bắc
- Quận Quay, New Mexico - đông nam
- Quận San Miguel, New Mexico - nam
- Quận Mora, New Mexico - tây
- Quận Colfax, New Mexico - tây bắc